# Ivor Allchurch
Ivor John Allchurch MBE (ur. 16 października 1929 w Swansea, zm. 10 lipca 1997 tamże) – walijski piłkarz grający na pozycji napastnika. W swojej karierze rozegrał 68 meczów w reprezentacji Walii i strzelił w niej 23 gole. Brat innego piłkarza, Lena Allchurcha.

## Kariera klubowa
Karierę piłkarską Allchurch rozpoczął w klubie Swansea Town. W 1949 roku awansował do kadry pierwszego zespołu. W sezonie 1949/1950 zadebiutował w nim w rozgrywkach Division Two. W Swansea, z którą nigdy nie wywalczył awansu o szczebel wyżej, występował do końca 1958 roku. W Swansea rozegrał 327 ligowych meczów, w których strzelił 124 gole.
Pod koniec 1958 roku Allchurch przeszedł za sumę 28 tysięcy funtów do występującego w Division One, Newcastle United. W sezonie 1960/1961 spadł z Newcastle z Division One do Division Two. W barwach Newcastle strzelił 46 bramek w 143 ligowych meczach.
W 1962 roku Allchurch przeszedł do Cardiff City. Grał w nim przez trzy sezony w Division Two. W 1965 roku wrócił do Swansea Town. W sezonie 1966/1967 przeżył ze Swansea degradację z Division Three do Division Four. Po sezonie 1967/1968 zakończył w Swansea swoją karierę.
| Sezon   | Klub             | Kraj   | Rozgrywki      | Mecze | Bramki |
| ------- | ---------------- | ------ | -------------- | ----- | ------ |
| 1949/50 | Swansea Town     | Anglia | Division Two   | 18    | 3      |
| 1950/51 | Swansea Town     | Anglia | Division Two   | 42    | 8      |
| 1951/52 | Swansea Town     | Anglia | Division Two   | 41    | 11     |
| 1952/53 | Swansea Town     | Anglia | Division Two   | 41    | 15     |
| 1953/54 | Swansea Town     | Anglia | Division Two   | 40    | 17     |
| 1954/55 | Swansea Town     | Anglia | Division Two   | 36    | 20     |
| 1955/56 | Swansea Town     | Anglia | Division Two   | 40    | 15     |
| 1956/57 | Swansea Town     | Anglia | Division Two   | 30    | 15     |
| 1957/58 | Swansea Town     | Anglia | Division Two   | 32    | 14     |
| 1958/59 | Swansea Town     | Anglia | Division Two   | 10    | 6      |
| 1958/59 | Newcastle United | Anglia | Division One   | 26    | 16     |
| 1959/60 | Newcastle United | Anglia | Division One   | 41    | 13     |
| 1960/61 | Newcastle United | Anglia | Division One   | 36    | 7      |
| 1961/62 | Newcastle United | Anglia | Division Two   | 40    | 10     |
| 1962/63 | Cardiff City     | Anglia | Division Two   | 35    | 12     |
| 1963/64 | Cardiff City     | Anglia | Division Two   | 41    | 12     |
| 1964/65 | Cardiff City     | Anglia | Division Two   | 27    | 15     |
| 1965/66 | Swansea Town     | Anglia | Division Three | 34    | 12     |
| 1966/67 | Swansea Town     | Anglia | Division Three | 44    | 11     |
| 1967/68 | Swansea Town     | Anglia | Division Four  | 40    | 17     |

## Kariera reprezentacyjna
W reprezentacji Walii Allchurch zadebiutował 15 listopada 1950 roku w przegranym 2:4 meczu Mistrzostw Brytyjskich 1950/1951 z Anglią, rozegranym w Sunderlandzie. W swojej karierze grał w: el. MŚ 1954, finałach MŚ 1958, el. MŚ 1962, el. Euro 64 i el. MŚ 1966.
W 1958 roku Allchurch został powołany do kadry na mistrzostwa świata w Szwecji. Na tym turnieju wystąpił w pięciu meczach: z Węgrami (1:1), z Meksykiem (1:1 i zdobył gola), ze Szwecją (0:0), ponownie z Węgrami (2:1 i zdobył gola) oraz ćwierćfinale z Brazylią (0:1).
Od 1950 do 1966 roku Allchurch rozegrał w kadrze narodowej 68 meczów i strzelił w nich 23 gole.